# Feriados na Suécia
A legislação sueca define como feriado geral (allmän helgdag) os domingos, Ano Novo (Nyårsdagen), Dia de Reis (Trettondedag jul), Sexta-Feira Santa (Långfredagen), Páscoa (Påskdagen), Segundo Dia de Páscoa (Annandag påsk), Dia do Trabalhador (Första maj), Ascensão de Jesus (Kristi himmelsfärds dag), Dia da Suécia (Nationaldagen), Pentecostes (Pingstdagen), Solstício de Verão (Midsommardagen), Dia de Todos-os-Santos (Alla helgons dag), Dia de Natal (Juldagen) e Segundo Dia de Natal (Annandag jul).

## Lista de feriados na Suécia em 2011
| Data           | Feriado                | Nome sueco              |
| -------------- | ---------------------- | ----------------------- |
| 1 de janeiro   | Ano Novo               | Nyårsdagen              |
| 6 de janeiro   | Dia de Reis            | Trettondedag jul        |
| 22 de abril    | Sexta-Feira Santa      | Långfredagen            |
| 24 de abril    | Páscoa                 | Påskdagen               |
| 25 de abril    | Segundo Dia de Páscoa  | Annandag påsk           |
| 1 de maio      | Dia do Trabalhador     | Första maj              |
| 2 de junho     | Ascensão de Jesus      | Kristi himmelsfärds dag |
| 6 de junho     | Dia da Suécia          | Nationaldagen           |
| 12 de junho    | Pentecostes            | Pingstdagen             |
| 25 de junho    | Solstício de Verão     | Midsommardagen          |
| 5 de novembro  | Dia de Todos-os-Santos | Alla helgons dag        |
| 24 de dezembro | Véspera de Natal       | Julafton                |
| 25 de dezembro | Dia de Natal           | Juldagen                |
| 26 de dezembro | Segundo Dia de Natal   | Annandag jul            |
| 31 de dezembro | Véspera de Ano Novo    | Nyårsafton              |